# Olympische Sommerspiele 1992/Teilnehmer (Marokko)
| Gelbes Symbol für Goldmedaillen mit stilisierten Olympischen Ringen | Graues Symbol für Silbermedaillen mit stilisierten Olympischen Ringen | Braundes Symbol für Bronzemedaillen mit stilisierten Olympischen Ringen |
| ------------------------------------------------------------------- | --------------------------------------------------------------------- | ----------------------------------------------------------------------- |
| 1                                                                   | 1                                                                     | 1                                                                       |

Marokko nahm an den Olympischen Sommerspielen 1992 in Barcelona mit einer Delegation von 44 Athleten (43 Männer und eine Frau) an 24 Wettkämpfen in sieben Sportarten teil. Fahnenträger bei der Eröffnungsfeier war der ehemalige Kugelstoßer Lahcen Samsam Akka.

## Medaillengewinner

### Gold
| Name        | Sportart       | Wettkampf            |
| ----------- | -------------- | -------------------- |
| Khalid Skah | Leichtathletik | Männer, 10.000 Meter |

### Silber
| Name            | Sportart       | Wettkampf          |
| --------------- | -------------- | ------------------ |
| Rachid El Basir | Leichtathletik | Männer, 1500 Meter |

### Bronze
| Name          | Sportart | Wettkampf            |
| ------------- | -------- | -------------------- |
| Mohamed Achik | Boxen    | Boxen, Bantamgewicht |

## Teilnehmer nach Sportarten

### Boxen
Achiks Halbfinaleinzug bildete noch einen Achtungserfolg für Marokko – die anderen Teilnehmer schieden sämtlich in der ersten Runde aus.
Männer
- Mohamed Achik
Bantamgewicht:Bronze

- Hamid Berhili
Fliegengewicht: 1. Runde

- Kamal Marjouane
Leichtgewicht: 1. Runde

- Mohamed Mesbahi
Halbmittelgewicht: 1. Runde

- Ahmed Sarir
Superschwergewicht: 1. Runde

- Abdellah Taouane
Weltergewicht: 1. Runde

- Mohamed Zbir
Halbfliegengewicht: 1. Runde

### Fußball
Männer
Die Mannschaft unter Leitung des Trainers Werner Olk schied nach einem Unentschieden gegen Südkorea und zwei Niederlagen gegen Schweden und Paraguay in der Vorrunde aus. Abwehrspieler Rachid Azzouzi stand zu diesem Zeitpunkt beim MSV Duisburg unter Vertrag.
- Kader
  - Tor

1 Mustafa Achab
16 Brahim Bougrine
20 Mohamed Ibari Mansouri
  - Abwehr

2 Rachid Azzouzi
3 Abdelkrim El Hadrioui
4 Mouloud Moudakkar
5 Mouhcine Bouhlal
6 Noureddine Naybet
13 Rachid Iddaoudi
14 Lahcen Abrami
17 Youssef Chippo
  - Mittelfeld

7 Khalid Raghib
8 Hicham Dmiai
10 Saïd Rokbi
12 Aziz Azim
15 Abdelmajid Karaouane
18 Hussein Amotta
19 Ahmed Bahja
  - Sturm

9 Mohamed El Badraoui
11 Mohamed Aziz Samadi

### Gewichtheben
Männer
- Mohamed Meziane
Leichtgewicht: 15. Platz

### Leichtathletik
| Männer - Bouchaib Bel Kaïd 4 × 400 Meter: Vorläufe - Lahlou Ben Younès 400 Meter: Halbfinale 4 × 400 Meter: Vorläufe - Rachid El-Basir 1500 Meter: Silber - Brahim Boutayeb 5000 Meter: 4. Platz - Hammou Boutayeb 10.000 Meter: DNF - Abdelghani Guériguer 4 × 400 Meter: Vorläufe - Mahjoub Haïda 800 Meter: Vorläufe - Mohamed Issangar 5000 Meter: 9. Platz - Abdelali Kasbane 4 × 400 Meter: Vorläufe - El-Arbi Khattabi 3000 Meter Hindernis: 10. Platz - Salah Qoqaiche Marathon: 6. Platz - Khalid Skah 10.000 Meter: Gold | Frauen - Nezha Bidouane 400 Meter Hürden: Halbfinale |

### Ringen
Männer
- Abdel Malek El-Aouad
Halbfliegengewicht, griechisch-römisch: 2. Runde

- Rachid Khdar
Federgewicht, griechisch-römisch: 3. Runde

- Abderrahman Naanaa
Bantamgewicht, griechisch-römisch: 9. Platz

- Saïd Tango
Fliegengewicht, griechisch-römisch: 10. Platz

### Tennis
Männer
- Karim Alami
Einzel: 1. Runde

- Younes El Aynaoui
Einzel: 2. Runde

Beide Athleten sollten ursprünglich auch im Herrendoppel antreten, zogen sich jedoch vor der ersten Runde zurück, nachdem Alami im Erstrundenspiel gegen den Schweizer Marc Rosset, dem späteren Turniersieger, im dritten Satz aufgeben musste. Ihre Gegner wären Boris Becker und Michael Stich gewesen, auch diese gewannen die Goldmedaille. El Aynaoui traf im Einzelturnier in der zweiten Runde auf Boris Becker und unterlag in vier Sätzen.

### Tischtennis
Männer
- Abdelhadi Legdali
Einzel: Gruppenphase